# Teatro Art'Imagem

Companhia profissional de teatro fundada em 1981 na cidade do Porto. Financiada pelo Ministério da Cultura através da Direcção Geral das Artes, reúne um trabalho com mais de 36 anos e mais de 100 
criações.

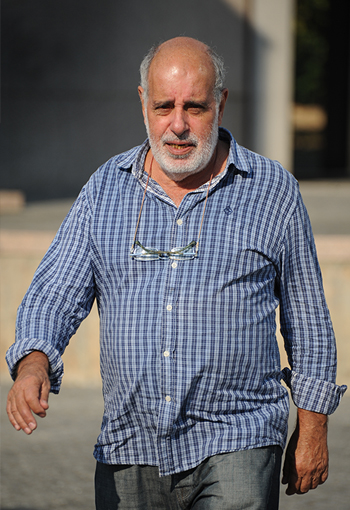
José Leitão, Director Artístico do Teatro Art'Imagem

A sua sede, na cidade do Porto, inclui ainda parte do seu centro de documentação e arquivo histórico. Desde 2008, em protocolo com a Câmara Municipal da Maia, situa a sua unidade de criação e produção na Quinta da Caverneira, na freguesia de Águas Santas, onde dispõe de um auditório com lotação de 100 lugares, espaços de ensaios, sub-palco para oficinas e arquivos, sala de exposições, biblioteca e escritórios. 
No âmbito da sua missão de serviço público tem como principais objectivos: assegurar a prestação de um serviço público no domínio da actividade teatral, produzindo e apresentando espectáculos segundo padrões de excelência artística e técnica; divulgar a sua actividade junto de vários públicos; promover a criação e produção de dramaturgias em língua portuguesa e de obras de referência do repertório universal; contribuir para o aperfeiçoamento do sistema de educação artística na área teatral; acolher criações nacionais e estrangeiros que permitam o desenvolvimento de novas estéticas teatrais.
O seu projecto desenvolve-se em quatro eixos fundamentais: Criação, Programação da Quinta da Caverneira, Produção de Festivais e Desenvolvimento de Públicos.

## Criação
Recorrendo a diversas disciplinas teatrais e dialogando com novas linguagens, os vértices da criação artística do Teatro Art’Imagem são o trabalho sobre novos autores contemporâneos, a revisitação dos clássicos e a adaptação de grandes autores da literatura universal para jovens. 
Para além das temporadas de estreia, na cidade do Porto e na Maia, os espectáculos são levados a todo o território nacional, com uma média de 120 representações anuais onde se incluem participações em vários festivais de teatro.
Internacionalmente, o Teatro Art’Imagem fez nos anos 80 quinze digressões em Espanha, Bélgica, Checoslováquia, França, Áustria e Alemanha. Nos anos 90, dezasseis digressões por França, Espanha, Bélgica, Inglaterra e Dinamarca. Desde 2000 fez já mais de vinte digressões por Espanha, Brasil, Cabo Verde e França.

## Programação da Quinta da Caverneira
No âmbito de um protocolo firmado com a Câmara Municipal da Maia, o Teatro Art’Imagem é responsável pela programação da Quinta da Caverneira, em Águas Santas. Para além de um auditório com lotação de 100 lugares, que acolhe regularmente grupos nacionais e internacionais, conta ainda com uma galeria para exposições e uma biblioteca, reúne o espólio e acervo de 35 anos da actividade teatral da companhia para leitura e consulta de investigadores, especialistas, profissionais da área, agentes culturais, etc. Também os jardins em socalcos da quinta, servem regularmente de palco para actividades exteriores. 

## Festivais
Paralelamente às Criações e à Programação, o Teatro Art’Imagem organiza e produz o “Fazer a Festa – Festival Internacional de Teatro”, terceiro festival de teatro mais antigo do país que teve a sua primeira edição em 1981 e, em colaboração com a Câmara Municipal da Maia, o “Festival Internacional de Teatro Cómico da Maia” que teve a sua primeira edição em 1994.

#### Fazer a Festa – Festival Internacional de Teatro para a Infância e Juventude
O "Fazer a Festa - Festival Internacional de Teatro para a Infância e Juventude” teve a sua primeira edição em 1981 mantendo-se ininterruptamente até hoje com uma edição anual. É o terceiro festival de teatro mais antigo do país e já utilizou vários espaços da cidade do Porto como o Teatro - Estúdio de Massarelos, Teatro Nacional S. João, Teatro Municipal do Rivoli, Auditório Nacional Carlos Alberto, os jardins e auditório do Palácio de Cristal, o Auditório da Biblioteca Municipal Almeida Garret e outros outros largos, jardins e ruas do Porto e de Gaia, alargando a sua acção, a partir de 2009, também a Matosinhos e à Maia. 
Foi durante muitos anos o único festival português com uma programação específica de teatro para a infância e juventude e onde se apresentaram as melhores propostas do género. Depois de nas últimas edições terem sido testados novos figurinos, o Festival Fazer a Festa voltou a partir de 2018 a recentrar a sua programação no teatro para a infância e juventude, conceito que o caracterizou nacional e internacionalmente.

#### Festival Internacional de Teatro Cómico da Maia
A primeira edição do festival realizou-se em 1994 e a partir de 1996 passou a ter periodicidade anual. O festival, que se realiza na primeira quinzena de Outubro no Fórum da Maia e espaços adjacentes, é uma iniciativa da Câmara Municipal da Maia com Direcção Artística e Produção do Teatro Art'Imagem.
O teatro cómico é apresentado em todas as suas dimensões e disciplinas: a comédia, o teatro de rua, a mímica, a animação, stand-up comedy, musical, o novo circo, marionetas e fantoches, café-teatro, o clown e é acompanhado todos os anos por mais de 10 mil espectadores.
No Festival, além de companhias portuguesas, já participaram companhias vindos de países tão diferentes como a Espanha (nomeadamente Galiza, Madrid, Catalunha, Leão e País Basco), França, República Checa, Itália, Bélgica, Suíça, Inglaterra, Canadá, Estados Unidos, Argentina, Brasil, Cabo Verde, Alemanha, Austrália, etc.
Este é o único festival exclusivamente dedicado ao teatro cómico que se realiza em Portugal.

## Desenvolvimento de Públicos
O Desenvolvimento de Públicos tem como acções as Oficina de Teatro da Maia, Oficina de Teatro Sénior, Oficina Teatrinho ao Palco e Oficina Férias no Palco, que juntas garantem uma oferta formativa a todas as camadas etárias. Conta ainda com a Primavera do Teatro/Maia ao Palco, o Fundo Teatral Art’Imagem/C.M.Maia e o projecto comunitário Sonho de uma Noite na Caverneira

#### Oficina de Teatro da Maia
Fundada em 1997, é uma iniciativa para pessoas de todas as idades. Tem como objectivos ser local de estudo, encontro, convívio e sensibilização, estimulando o trabalho de grupo, criando dinâmicas para um melhor conhecimento das artes cénicas e contribuir para usufruto de uma melhor cidadania, espirito critico e uma maior intervenção social e cultural.

#### Oficina de Teatro Sénior
Fundada em 2011, esta oficina destina-se a pessoas com mais de 50 anos. A oficina pretende convocar e juntar, através do teatro, um grupo de pessoas em “idade maior” para uma experiência lúdica e artística, sensibilizando-os para a intervenção directa nas actividades culturais e artísticas do concelho, no exercício de uma cidadania participativa. Uma actividade que pretende, também, (re)lembrar e/ou actualizar experiências já vividas, (re)conhecer técnicas teatrais ou actualizar as que já se conhecem.

#### Oficina Teatrinho ao Palco
Iniciada em 2013, é dirigida a crianças dos 5 aos 12 anos. Esta oficina de formação lúdica-artística consiste num trabalho de iniciação ao jogo dramático e às aprendizagens dos primeiros passos da prática teatral através de jogos de movimento, improvisação e dança, som e música, entrelaçando-os com palavras, jogos e brincadeiras e histórias reais ou do faz-de-conta.

#### Oficina Férias no Palco
Fundada em 2013 este ateliêr lúdico/artístico é dirigido a crianças com idades compreendidas entre os 5 e os 12 anos durante o período das férias escolares e realiza com os pequenos formandos um trabalho de movimento e jogos de interpretação em volta das palavras.

#### Primavera do Teatro / Maia ao Palco
O Dia Mundial do Teatro (27 de Março) inspirou a Câmara Municipal da Maia, por iniciativa do seu Pelouro da Cultura, em estreita colaboração com o Teatro Art'Imagem, a promover um conjunto de actividades relacionadas com as artes performativas, em que se inclui um ciclo de actividades, genericamente denominadas “Primavera do Teatro - Comemorações do Dia Mundial do Teatro” onde se integra o Maia ao Palco – Mostra de Teatro de Amadores. Esta atividade é realizada com a direção artística e técnica do Teatro Art’Imagem.

#### Fundo Teatral Art’Imagem/C.M.Maia.
No sentido do trabalho da Companhia que encontra o seu projeto artístico assente na palavra e na grande importância dada ao texto (autores contemporâneos, preferencialmente e/em português, revisitação de clássicos e adaptação de grandes autores da literatura universal para jovens), e no desenvolvimento da companhia, pretende-se através do Fundo Teatral dar a conhecer este património teatral ao público.
Para além da documentação, tratamento, registo e catalogação do espólio que vem sendo acumulado desde a fundação da companhia, O Fundo Teatral realiza ainda o “Teatro Falado”, “Teatro a ler”, lançamento e apresentações de obras na área do teatro e exposições.

#### Sonho de uma noite da Caverneira
Projecto comunitário nascido em 2015 que reúne as associações do Concelho da Maia numa partilha do espaço comum – a Quinta da Caverneira. Após o sucesso das primeira três edições e por vontade expressa das associações, o projecto evoluiu para a criação de um espectáculo assente numa dramaturgia construída a partir de factos históricos, antropológicos e na riqueza etnográfica da Maia, como forma de divulgar o espaço da Quinta da Caverneira, usando-a como espaço cénico de excelência. Este espectáculo engloba várias disciplinas artísticas, é apresentado ao ar livre e envolve cerca de 100 participantes entre elementos das Associações Culturais, Grupos de Teatro de Amador do Concelho, Escolas de dança, Escolas de música, alunos que frequentam as Oficinas de Formação de Teatro do Teatro Art’Imagem, etc.
Em 2018, esta iniciativa foi inserida na agenda das Comemorações do Ano Europeu do Património Cultural (2018) promovido pela Direção-Geral do Património Cultural.

## Ligações Externas
Site Oficial: https://www.teatroartimagem.org/
Página no Youtube: https://www.youtube.com/user/taiteatro/videos?shelf_id=1&view=0&sort=dd
Página no Facebook: https://www.facebook.com/teatroartimagem/